# Gauliga Grafschaft Mansfeld
Die Gauliga Grafschaft Mansfeld (auch 1. Klasse Grafschaft Mansfeld) war eine der obersten Fußballligen des Verbandes Mitteldeutscher Ballspiel-Vereine (VMBV). Sie entstand 1913 und bestand bis zur  Angliederung an den Gau Kyffhäuser 1917. Der Sieger qualifizierte sich für die Endrunde der mitteldeutschen Fußballmeisterschaft.

## Überblick
Das genaue Gründungsdatum des Gaues Grafschaft Mansfeld ist nicht überliefert, ab der Spielzeit 1913/14 gab es erstmals Verbandsspiele mit fünf Teilnehmern. Die Ligeneinteilung zur Spielzeit 1914/15 wurde bereits im Juli 1914 absolviert, auf Grund des Ausbruchs des Ersten Weltkriegs kam es jedoch zu keinem Spielbetrieb in dieser Saison. 1915/16 wurde der Spielbetrieb mit vier Mannschaften wieder aufgenommen. Die Vereine aus Sangerhausen wurden Ende November 1916 vom Gau Kyffhäuser dem Gau Grafschaft Mansfeld zugeteilt. Zum 1. Oktober 1917 schlossen sich die Gaue Grafschaft Mansfeld und Kyffhäuser zusammen, der Gau behielt den Namen Kyffhäusers. 
Die erstmalige Austragung der Grafschaft Mansfeld gewann der VfB Eisleben. Während der Kriegsspielzeiten konnte der FC Hohenzollern Helfta und nochmals der VfB Eisleben Gaumeister werden.

## Einordnung
Die übermäßige Anzahl an erstklassigen Gauligen innerhalb des VMBVs hatte eine Verwässerung des Spielniveaus verursacht, es gab teilweise zweistellige Ergebnisse in den mitteldeutschen Fußballendrunden. Die Vereine aus der Gauliga Grafschaft Mansleben gehörten zu den spielschwächsten Vereinen im Verband. Bei keiner Teilnahme an der Endrunde konnte die erste Runde überstanden werden. 1913/14 verlor Eisleben in der ersten Runde deutlich mit 0:14 gegen den SC Erfurt. Auch Helfta schied 1915/16 nach einer 0:8-Niederlage gegen Borussia Halle bereits in der ersten Runde aus. 1916/17 wurde der Gaumeister Mansleben aus unbekannten Gründen von Verband gar nicht für die mitteldeutsche Fußballendrunde zugelassen.
Nach Verschmelzung mit der Gauliga Kyffhäuser konnten sich die Vereine aus dem ehemaligen Gau Grafschaft Mansfeld gut behaupten, der VfB Eisleben wurde noch drei Mal Gaumeister Kyffhäusers.

## Meister der Gauliga Grafschaft Mansfeld 1914–1917
| Jahr    | Gaumeister Göltzschtal | Abschneiden mitteldt. Meisterschaft a | Mitteldeutscher Meister       |
| ------- | ---------------------- | ------------------------------------- | ----------------------------- |
| 1913/14 | VfB Eisleben           | 1. Runde (1)                          | SpVgg 1899 Leipzig-Lindenau   |
| 1914/15 | kein Spielbetrieb      | kein Spielbetrieb                     | keine mitteldeutsche Endrunde |
| 1915/16 | FC Hohenzollern Helfta | Qualifikationsrunde (1)               | FC Eintracht Leipzig          |
| 1916/17 | VfB Eisleben           | nicht zugelassen                      | Hallescher FC 1896            |

## Rekordmeister
Rekordmeister der Gauliga Göltzschtal ist die VfB Eisleben, die den Titel zwei Mal gewinnen konnten.
|  | Verein                 | Titel | Jahr             |
|  | ---------------------- | ----- | ---------------- |
|  | VfB Eisleben           | 2     | 1913/14, 1916/17 |
|  | FC Hohenzollern Helfta | 1     | 1915/16          |

## Ewige Tabelle
Berücksichtigt sind alle überlieferten Spielzeiten der erstklassigen Gauliga Grafschaft Mansfeld von 1913 bis 1917. Da etliche Partien als Niederlage für beide Vereine gewertet wurden, gibt es mehr Gegenpunkte als Punkte. 
| Pl. | Verein                      | Jahre | Sp. | S  | U | N  | T+ | T- | Diff. | Punkte | Ø-Pkt. | Titel | Spielzeiten      |
| --- | --------------------------- | ----- | --- | -- | - | -- | -- | -- | ----- | ------ | ------ | ----- | ---------------- |
| 1.  | VfB Eisleben                | 3     | 28  | 19 | 2 | 7  | 38 | 17 | +21   | 40:16  | 1,43   | 2     | 1913–1917        |
| 2.  | FC Helvetia Eisleben        | 3     | 27  | 13 | 6 | 8  | 43 | 14 | +29   | 32:22  | 1,19   | 0     | 1913–1917        |
| 3.  | BSC 07 Sangerhausen         | 1     | 11  | 8  | 0 | 3  | 9  | 4  | +5    | 16:60  | 1,45   | 0     | 1916/17          |
| 4.  | FC Hohenzollern Helfta      | 3     | 28  | 6  | 4 | 18 | 21 | 26 | −5    | 16:40  | 0,57   | 1     | 1913–1917        |
| 5.  | VfB Sangerhausen            | 1     | 11  | 6  | 0 | 5  | 4  | 17 | −13   | 12:10  | 1,09   | 0     | 1916/17          |
| 6.  | BC Creisfeld                | 2     | 15  | 5  | 2 | 8  | 2  | 12 | −10   | 12:18  | 0,8    | 0     | 1913/14, 1916/17 |
| 7.  | FC Adler Eisleben           | 3     | 28  | 4  | 2 | 22 | 13 | 31 | −18   | 10:46  | 0,36   | 0     | 1913–1917        |
| 8.  | FV Viktoria Klostermansfeld | 1     | 6   | 4  | 0 | 2  | 0  | 0  | ±0    | 8:40   | 1,33   | 0     | 1916/17          |
| 9.  | FC Wacker Helbra            | 1     | 14  | 2  | 0 | 12 | 3  | 12 | −9    | 4:24   | 0,29   | 0     | 1916/17          |